# Trận Kendari
Trận Kendari diễn ra vào ngày 24 tháng 1 năm 1942 như là một phần của cuộc tấn công của người Nhật tại Đông Ấn Hà Lan. Sân bay Kendari II tại Kendari trở thành mục tiêu thiết yếu của quân đội Nhật Bản vì vị trí chiến lược và chất lượng cơ sở hạ tầng. Gặp phải rất ít hoặc không có sự kháng cự nào, quân Nhật đã chiếm được sân bay trong một ngày, vì quân phòng thủ Hà Lan đã rút lui vào đất liền và tiến hành chiến tranh du kích chống lại người Nhật.

## Hoàn cảnh
Được xây dựng vào năm 1938, sân bay Kendari II, nằm cách thành phố cùng tên 27 km, đã làm tăng ý nghĩa quân sự của vùng Đông Nam Celebes theo cấp số nhân. Sau khi hoàn thành, Kendari II được coi là sân bay tốt nhất trên khắp Đông Ấn Hà Lan, nếu không muốn nói là toàn bộ Đông Nam Á. Sân bay có 3 đường băng và không gian bổ sung để mở rộng. Trước khi chiến tranh nổ ra, các lực lượng Hà Lan đã xây dựng doanh trại có sức chứa 500 người và có kế hoạch mở rộng thêm cho quân cho quân tiếp viện Úc hoặc KNIL.
Để tăng cường phòng thủ, 4 lữ đoàn KNIL (mỗi lữ đoàn gồm 15-18 quân) đồn trú ở sân bay, trước khi họ được tăng cường thêm quân, pháo phòng không, súng máy và súng cối từ Java. Đến cuối năm 1941, lực lượng Hà Lan tại thành phố có khoảng 500 quân, trong đó có khoảng 320 người trong số họ là lính chính quy. Đến năm 1942, khoảng 3,000 quả bom và một triệu lít nhiên liệu máy bay đã được đặt tại Kendari II để chứa các máy bay ném bom Mỹ đang sử dụng sân bay làm căn cứ dàn dựng để tiếp tế nhiên liệu và tái trang bị vũ khí trong các hoạt động của họ tại miền nam Philippines.
Tất cả đều giống nhau, sân bay là một trong những căn cứ mà các lực lượng Nhật Bản phải chiếm giữ để thiết lập một mạng lưới hỗ trợ trên không vững chắc để đánh chiếm Java, cùng với các căn cứ ở phía nam Sumatra, Kuching, Banjarmasin và Makassar. Việc chiếm được nó sẽ cho phép Nhật Bản tiến hành các cuộc không kích vào phía đông Java, trong khi vẫn duy trì sự yểm trợ trên không trải dài từ Ambon đến Kupang và đảo Bali, ngoài việc thiếp lập một căn cứ hải quân mới.

## Kế hoạch của Hà Lan
Các kế hoạch phòng thủ của Hà Lan kêu gọi đẩy lùi bất kỳ cuộc đổ bộ nào lên bãi biển, trước khi trì hoãn bước tiến của đối phương về phía Kendari II và bảo vệ vững chắc sân bay. Kế hoạch được sắp xếp cho một nửa số quân chiếm đóng sẽ đẩy lùi các cuộc đổ bộ ven biển gần thành phố Kendari, trong khi phần còn lại sẽ bảo vệ Kendari II chống lại các cuộc tấn công có thể xảy ra từ lính nhảy dù. Cũng như các đơn vị quân Hà Lan khác đóng ở các khu vực bên ngoài (bên ngoài Java), những người bảo vệ phải dùng đến chiến tranh du kích trong trường hợp không thể tiến hành phòng thủ thường xuyên nữa. Bất kể kế hoạch là gì, cấu trúc phòng thủ và các chi tiết đã bắt đầu bị phá vỡ trong các giai đoạn dẫn đến trận đánh.
Mặc dù quân đội đã được trang bị 6 khẩu súng máy và 3 súng Madsen, số súng máy còn lại phải được phân bố trang bị cho các lực lượng ở Makassar vào tháng 1 năm 1942, khiến quân của Anthonio không có bất kỳ vũ khí tự động nào để hỗ trợ họ. Để cơ giới hoá, ngay cả thông qua quân đội Hà Lan được cung cấp 30 xe tải, họ phải phân công quân đội của mình để lái chúng, do đó làm giảm khả năng chiến đấu của họ. Tuy nhiên, cuối cùng, khi những chiếc xe tải này thường được sử dụng bởi các nhân viên Hà Lan tại Kendari II để xây dựng doanh trại và cung cấp nhiên liệu, kế hoạch cơ giới hoá đã sụp đổ.
Để làm cho vấn đề trở nên khó khăn hơn, những người bảo vệ Hà Lan đã không đưa ra kế hoạch phá huỷ sân bay vào cuối tháng 12 năm 1941, khi cuộc chiến đang diễn ra. Khi Đại uý dự bị A.J. Wittich đưa ra một kế hoạch khả thi vào cuối tháng 1 năm 1942, tình trạng thiếu chất nổ buộc quân Hà Lan phải áp dụng kế hoạch phá huỷ sân bay thay thế. Nhìn chung tinh thần của quân phòng thủ Kendari đã chao đảo trước khi quân Nhật đến. Một báo cáo của NEFIS (Cơ quan Tình báo Lực lượng Hà Lan) được công bố sau chiến tranh nhận xét rằng giới lãnh đạo Hà Lan ở Kendari không mấy tự tin rằng họ có thể bảo vệ sân bay một cách đầy đủ, chính Anthonio cũng tuyên bố rằng: "Chúng ta có thể làm gì với 400 người ?".

## Kế hoạch của Nhật Bản
Theo kế hoạch của Nhật Bản, chiến dịch đánh chiếm Kendari sẽ tiến hành dọc theo tuyến Menado – Kendari – Makassar thuộc trách nhiệm của Hải quân Đế quốc Nhật Bản. Kế hoạch kêu gọi cuộc đổ bộ lên Kendari sẽ được tiến hành 43 ngày sau khi cuộc tổng tấn công của Nhật Bản bắt đầu vào ngày 8 tháng 12 năm 1941 bắt đầu, tức là vào ngày 20 tháng 1. Lực lượng đổ bộ liên hợp Sasebo tham gia đánh chiếm Manado được giao nhiệm vụ cho chiến dịch này. Mặc dù các hoạt động tại Tarakan và Manado đã hoàn tất trước thời hạn, Tư lệnh Đông Ấn Hà Lan, Phó Đô đốc Ibo Takahashi đã hoãn cuộc tấn công Kendari đến ngày 24 tháng 1 do sự chậm trễ trong việc đến của Đội Xây dựng và hoạt động đang diễn ra để quét sạch các tàu ngầm Đồng minh khỏi biển Molucca. Đến ngày 21 tháng 1, Lực lượng Sasebo và các tàu hộ tống hải quân rời nơi neo đậu Bangka, hướng đến Kendari.

## Trận chiến

### Các cuộc không kích ban đầu
Vào ngày 12 tháng 1, một máy bay trinh sát Nhật Bản bay qua Kendari II để trinh sát khu vực. Ngày hôm sau, một máy bay C5M thả truyền đơn xuống Kendari II, nói rằng quân Hà Lan tốt hơn nên đầu hàng, tiếp theo là các cuộc tấn công từ 9 máy bay ném bom vào ngày hôm sau. Vào ngày 15 tháng 1, những chiếc máy bay tiêm kích Zero thuộc Không đoàn 3 bắn phá sân bay, nhưng hoả lực phòng không của Hà Lan đã làm hư hại một chiếc Zero. Mặc dù những cuộc tấn công này ít gây thiệt hại cho sân bay, nhưng nó đã phá huỷ tinh thần chiến đấu của quân đội Hà Lan. Một ngày sau cuộc ném bom đầu tiên, toàn bộ phi hành đoàn Indo của Biệt đội AA và một số binh lính đào ngũ, buộc Anthonio phải gửi hai lữ đoàn để bắt giữ họ. Hơn nữa, quân đội Hà Lan cũng phải sơ tán phụ nữ và trẻ em đến thị trấn Wawatobi, cách Kendari 60 km. Bất chấp những hành động đã được thực hiện, hiệu suất lãnh đạo kém của Hà Lan vẫn tồn tại. Trong cuộc không kích đầu tiên, Đại uý Van Straalen ngay lập tức bỏ chạy ngay khi có dấu hiệu đầu tiên từ còi báo động không kích và chỉ quay trở lại 90 phút sau khi tín hiệu All-Clear được đưa ra.

### USSChildstrốn thoát
Khi hạm đội đổ bộ Nhật Bản đang đến gần, nơi neo đậu Staring Bay và Kendari đã được dọn sạch khỏi tàu thuyền Đồng minh, ngoại trừ tàu chở thuỷ phi cơ Mỹ USS Childs, đến nơi vào đêm 22 tháng 1. Thuyền trưởng của nó, Trung uý J. L. "Doc" Pratt, được giao nhiệm vụ gửi 30,000 gallon nhiên liệu hàng không cho Kendari II.
Để giảm thiểu nguy cơ không kích của Nhật Bản, lườn tàu được sơn màu xanh lá cây và việc di chuyển của nó chỉ giới hạn trong việc di chuyển vào ban đêm; vào ban ngày, Pratt giấu con tàu trong các vịnh nhỏ giữa những tán cây. Trong quá trình chuyển nhiên liệu, Childs bị trói vào một số cây dừa để ẩn mình. Tuy nhiên, thuỷ triều xuống khiến nơi dỡ hàng khô ráo, khiến con tàu gần như bị lật trong bùn. Lúc này, một máy bay trinh sát Nhật Bản bay trên đầu và phát hiện ra con tàu. Chỉ nhờ sơn màu xanh lá cây và vị trí nghiêng mà Childs đã được cứu thoát khỏi mọi cuộc tấn công tiếp theo. Sự trở lại của thuỷ triều cao đã giúp định vị lại con tàu.
Khi một thợ lặn được phát hiện đang đi gần đó, Pratt tin rằng lực lượng Nhật Bản đang theo dõi con tàu của mình, và đã đưa Childs lên đường lúc 05:25 ngày 24 tháng 1. Nhưng khi chúng đang di chuyển về phía nam, một trinh sát báo cáo rằng 4 khu trục hạm Nhật Bản đang hướng đến để đánh chặn chúng, và một trong số chúng đã thách thức Childs bằng tín hiệu "A8Y...A8Y...A8Y." Rodney Nordenfelt, người báo hiệu, chỉ đơn giản là trả lại tín hiệu, cho Pratt thời gian để thay đổi hướng đi sang một kênh hẹp hơn với tốc độ tối đa dưới sự che chở của cơn mưa lớn.
Khi chiếc thuỷ phi cơ rời eo biển, Pratt nhận thấy rằng 4 khu trục hạm vẫn đang truy đuổi. Tuy nhiên, cuối cùng họ nhận ra Childs chỉ là một tàu buôn và quay trở lại nơi neo đậu. Chỉ 30 phút sau, 3 máy bay tiêm kích Nhật Bản đã trinh sát con tàu trên không. Hệ thống phòng không (AA) của nó ngay lập tức khai hoả và đẩy lùi chúng, chỉ để các máy bay chiến đấu quay trở lại 5 phút sau đó. Lần này, hoả lực phòng không đã làm hư hại một trong những chiếc máy bay và các máy bay chiến đấu phải rút lui. Một thuỷ phi cơ xuất hiện lúc 14:15 và thách thức Childs bằng tín hiệu "A8Y" một lần nữa. Khi Childs sử dụng chiến lược tương tự để đánh lừa nó, máy bay nhanh chóng thả 2 quả bom xuống tàu. Cả hai đều trượt và hoả lực phòng không của Childs buộc thuỷ phi cơ phải rút lui. Pratt lúc này ra lệnh cho chiếc tàu chở thuỷ phi cơ di chuyển về phía đông nam với tốc độ tối đa để tránh đụng độ với các tàu chiến Nhật Bản. Trong hai ngày, Childs đã đến được Soerabaja (Surabaya) an toàn.

### Quân Nhật bắt đầu đổ bộ
Vào thời điểm quân Nhật đổ bộ vào ngày 24 tháng 1, quân đội Hà Lan tại Kendari đã được bố trí như sau:
- Một số lực lượng bảo vệ bờ biển, bao gồm cả tại Sambara
- 2 lữ đoàn đang truy tìm những người đào ngũ.
- 4 lữ đoàn dưới quyền Đại uý Anthonio tại thành phố Kendari.
- 3 lữ đoàn dưới quyền Trung uý Aronds tại khu vực Mandongan-Lepo Lepo
- 4 lữ đoàn (2 lữ đoàn dưới quyền Thiếu tá Michiel Vellinga và Đại uý Van Straalen mỗi lữ đoàn) tại Kendari II, được hỗ trợ bởi pháo phòng không
- 2 lữ đoàn dự bị dưới quyền Van Straalen (cái gọi là dự bị) gần Amboepoea (Ambupua)
- C. 22 người ở Mandongan (chủ yếu là nhân viên không chiến đấu)

Khi quân của Mori đổ bộ lúc 04:28, các chỉ huy Hà Lan đã mất cảnh giác và thiếu thông tin liên lạc thích hợp khiến họ khó có thể tổ chức phòng thủ. Mặc dù Anthonio đã nhận được những bức điện được mã hoá theo lịch trình về sự di chuyển của hạm đội Nhật, ông đã hoàn toàn ngạc nhiên khi lần đầu tiên được thông báo về hạm đội đang thả neo ngoài khơi Kendari. Lúc 06:00, Van Straalen nhận thấy các máy bay Nhật Bản và tiếng pháo nổ nên cố gắng liên lạc với Anthonio nhưng không thành công. Mãi cho đến khi các nhân viên và lữ đoàn không chiến đấu từ Lepo Lepo đến Kendari II, ông mới nhận được báo cáo về cuộc đổ bộ của Nhật Bản gần Sampara.
Khi nhận được tin tức về việc nhìn thấy hạm đội, Anthonio lái xe đến bờ biển Kendari, nơi ông đích thân nhìn thấy các tàu chiến và tàu vận tải, trước khi lái xe trở về Mandongan. Ở đó, ông tổ chức quân của Aronds xung quanh một vị trí phòng thủ, trước khi báo cáo về cuộc đổ bộ ở Sampara khiến ông lái xe đến thành phố Kendari; Anthonio lo sợ rằng các máy bay chiến đấu Nhật Bản sẽ bắn phá ông nếu ông tiến vào sân bay. Tại thành phố Kendari, Anthonio chia quân đồn trú thành 2 nhóm (khoảng 40 lính mỗi nhóm) và ra lệnh cho họ hành quân vào đất liền. Một nhóm dưới sự chỉ huy của Anthonio đã tiến lên, trong khi quân của Mori bắt được nhóm thứ hai và chặt đầu 2 trung sĩ đang dẫn đầu nó.
Sau khi được thông báo về cuộc đổ bộ của Mori, Trung uý Aronds rời thành phố Kendari đến Mandongan và phá huỷ các khu vực của Hà Lan ở đó. Người dân địa phương sau đó thông báo cho quân Nhật tiến về phía đường Kendari-Wawotobi cho anh ta, người đã chuyển nó cho Anthonio. Aronds sau đó được lệnh thông báo cho Kendari II về tình hình và bắt đầu nhiệm vụ tiêu diệt ngay lập tức. Anthonio cuối cùng đã ra lệnh cho Aronds và 15 binh sĩ của mình phòng thủ chống lại bước tiến của Nhật Bản tại cột mốc 7 km. Aronds đã cố gắng liên lạc với 3 lữ đoàn tại khu vực Mandongan - Lepo Lepo để tham gia cùng với anh ta, nhưng họ không thể liên lạc được. Cuối cùng anh ta phải một mình bảo vệ điểm đánh dấu.
Tại sân bay, các nỗ lực phá huỷ bắt đầu dưới nhiều sự nhầm lẫn vào khoảng 12:00. Trung uý Schalen, được hỗ trợ bởi các pháo thủ phòng không, đã phá huỷ các nhà kho, đài phát thanh, cơ sở diesel, súng phòng không và phương tiện vận tải. Tuy nhiên, các bãi chứa bom máy bay không thể bị phá huỷ, vì chúng không có chất nổ để làm như vậy. Nửa giờ sau, Van Straalen và các lữ đoàn của ông rút vào đất liền, để lại 2 lữ đoàn dưới quyền Trung sĩ G.J. van Duuren và Trung tá Vellinga giáp chiến với Lực lượng Sasebo khi họ tiến vào sân bay. Đến 17:00, quân của Mori đã chiếm được và bảo vệ sân bay. Vào lúc 03:05 ngày hôm sau, Mori báo cáo: "[Sân bay] ngay lập tức có sẵn cho 30 máy bay chiến đấu. Điều kiện sân bay khá tốt và nó có thể được sử dụng ngay cả bởi các máy bay tấn công hạng trung trên đất liền mà không gặp vấn đề gì."
Trong vòng hai giờ, 25 chiếc Mitsubishi Zero và 5 chiếc Mitsubishi C5M thuộc Liên đội Không kích 1 đã tiến vào sân bay, tiếp theo là Sở chỉ huy Không Hạm đội 21 và 27 máy bay ném bom thuộc Không đoàn Kanoya. Từ ngày 27 tháng 1 đến ngày 6 tháng 2, 19 chiếc Zero và 9 máy bay ném bom bổ nhào thuộc Không đoàn 2 đến tăng viện.

### Va chạm giữaNagaravàHatsuharu
Sáng ngày 25 tháng 1, các khu trục hạm thuộc Hải đoàn Khu trục 21 (Hatsuharu, Hatsushimo, Nenohi, Wakaba) hướng đến Kendari để tăng cường cho Đơn vị Căn cứ 1. Tầm nhìn rất hạn chế do mưa lớn, dẫn đến việc khu trục hạm Hatsuharu va chạm với soái hạm của Tư lệnh Lực lượng Căn cứ 1, Nagara trong khi di chuyển với tốc độ cao 21 hải lý/giờ. Kết quả là, mạn phải và các cấu trúc phía trên của Nagara bị hư hại, trong khi mũi tàu của Hatsuharu lên tháp pháo và khẩu pháo trước bị nghiền nát.
Vì tai nạn này, mà Đô đốc Kubo phải trao quyền chỉ huy của mình cho khu trục hạm Hatsushimo, trong khi Nagara tự mình đi đến Davao để sửa chữa. Được hộ tống bởi Nenohi và Wakaba, Hatsuharu cũng lên đường đi Davao, khiến lực lượng tăng cường cho Lực lượng Căn cứ 1 giảm đáng kể. Vụ tai nạn đã làm căng thẳng năng lực hoạt động của Đơn vị Tấn công phía Đông, vốn đang phải đối mặt với tình trạng thiếu tàu nhỏ hơn. Đô đốc Takagi sau đó trì hoãn việc Hải đoàn Khu trục 16 quay trở lại nơi neo đậu Bangka để chuẩn bị cho chiến dịch Ambon một ngày.

### Quân Hà Lan rút vào đất liền
Sau khi chiếm được Kendari II, quân Hà Lan đã rút lui đến thị trấn Tawanga trên sông Koneweha, nơi từ đó họ sẽ bắt đầu cuộc chiến tranh du kích. Đại uý Anthonio và nhóm của ông đã đi về phía tây để tạo ra một con đường tắt đến Ambekari (Ambekairi). Nhóm của Trung uý Aronds, chỉ còn 4 người (bao gồm cả anh), đã gia nhập lực lượng với Anthonio gần Mandiodo, một ngôi làng ven biển phía tây bắc thành phố Kendari. Tuy nhiên, nhóm mới này cuối cùng đã lang thang không mục đích qua trung tâm Celebes trước khi đến được Enrekang ở phía Nam Celebes vào ngày 8 tháng 3.
Trong khi đó, nhóm của Đại uý Van Straalen hướng đến Mawila, phía đông Kendari II sau khi rời sân bay. Trên đường đi, ông chia nhóm, ra lệnh cho Thiếu tá J.C.W. van Ploeg chỉ huy dội thứ hai và hành quân đến Tawanga qua Ammoesoe (Amesiu). Van Straalen, mặt khác, đã đến Motaha, nơi anh ta gia nhập lực lượng với hai lữ đoàn đang theo dõi những người đào ngũ. Nhóm kết hợp đến Tawanga vào ngày 31 tháng 1 và bắt đầu thiết lập căn cứ của họ, bao gồm một đài phát thanh tại Sanggona. Hai ngày sau, nhóm của Ploeg báo cáo với 20 binh lính.
Quân đội trên Kendari II (bị chia cắt dưới Schalen, Vellinga và Bruijnius) tiến về phía nam, không biết điểm hẹn tại Tawanga. Schalen hành quân từ 8 đến 10 ngày trước khi dến Tawanga vào ngày 14 tháng 2. Nhóm của Bruijnius (33 quân) đã kết thúc ở phía nam dãy núi Boroboro vào tuần đầu tiên của tháng 2. Không chắc chắn về vị trí thực sự của cơ sở lắp ráp, anh quyết định rời Celebes và tìm cách đến Timor. Một phần của nhóm (xạ thủ súng máy) được đồn trú tại Koepang (Kupang), trong khi phần còn lại (pháo thủ phòng không) rời đi Java. Nhóm của Vellinga chạm trán với quân Nhật trên đường đến Tawanga, nơi ông và một số người khác chết trong cuộc đọ súng sau đó.

### Chiến tranh du kích
Khi bắt đầu chiến tranh du kích, Đại uý Van Straalen có khoảng 250 người (100 người trong số họ là bộ binh) dưới quyền ông ở Tawanga. Ông chia bộ binh thành 6 lữ đoàn và triển khai chúng trong một đội hình phòng thủ, với 3 lữ đoàn được đặt ngay phía nam Asenoea (Asinua), hai ở Tawanga và một ở phía đông Tawanga. Vì Đại uý Wittich có nhiều kiến thức hơn về khu vực, Van Straalen bổ nhiệm ông chỉ huy 6 lữ đoàn. Các cuộc không kích không ngừng của Nhật Bản cuối cùng đã buộc lực lượng Van Straalen phải di chuyển căn cứ du kích 16 km về phía tây đến Paraboea (Parabua).
Mặc dù thành thần quân đội đáng kể, các lực lượng Hà Lan đã thực hiện rất ít hành động du kích trong khu vực. Từ ngày 7-8 tháng 2, một nhóm dưới quyền Ploeg đối đầu với quân Nhật tại Asanoea, đẩy lùi được một cuộc tuần tra vào ngày 7 tháng 2 và phá huỷ một cây cầu. Khi lính thuỷ đánh bộ Nhật Bản tiến vào ngôi làng một lần nữa, quân của Ploeg đã phục kích họ và buộc họ phải rút lui. Hành động này khiến Ploeg mất 8 người. Vào giữa tháng 2, nhóm của Trung sĩ A.D. Voomeman đã đánh đuổi quân Nhật trong một cuộc đọ súng tại Ambekari; vào ngày 22 tháng 2, 30 lính Nhật đã thiệt mạng trong một cuộc phục kích gần Aimendi.
Khi khả năng quân Nhật biết về căn cứ du kích Hà Lan trở nên có khả năng hơn, Van Straalen nhận được một tin nhắn vô tuyến vào ngày 26 tháng 2 từ Marinus Vooren, chỉ huy của tất cả quân đội Hà Lan ở Celebes. Vooren ra lệnh cho ông tham gia cùng với phần còn lại của quân Hà Lan vẫn đang cầm cự ở Tây Nam Celebes; 14 ngày trước đó, Van Straalen đã cử những người không tham chiến dưới quyền sĩ quan quân y Waisfisz gia nhập lực lượng Hà Lan dưới quyền Vooren. Vào ngày 1 tháng 3, Van Straalen và cả nhóm bắt đầu đi qua dãy núi Mekongga, đến ngôi làng ven biển Loho Loho sau hơn 7 ngày. Họ thuê 10 chiếc thuyền và đi qua vịnh Boni 4 ngày. Với khoảng 100 người, Van Straalen đến Palopo vào ngày 17 tháng 3, chỉ để biết rằng Vooren đã đầu hàng 10 ngày trước. Nhóm của anh ta tiến đến Enrekang và báo cáo với Trung tá A.L. Gortmans, người vẫn đang cầm cự và từ chối đầu hàng.
10 ngày sau, sau khi được thuyết phục bởi các chỉ huy Hà Lan, bao gồm cả Vooren, Gortmans đầu hàng quân Nhật, chấm dứt mọi cuộc kháng cự có tổ chức của Hà Lan ở Tây Nam Celebes.

## Kết quả
Trong suốt cuộc tấn công vào Kendari, thương vong của quân Nhật chỉ có 4 người bị thương (2 người trong cuộc tấn công, 2 người do tai nạn va chạm giữa Hatsuharu và Nagara). Đến ngày 26 tháng 1, Chitose và Hải đoàn Khu trục 16 rời Kendari, tiếp nối bởi Lực lượng Sasebo và Hải đoàn Khu trục 15 vào các ngày 27, 21 Mizuho và Hải đoàn Qúet mìn vào ngày 29 và phần còn lại của lực lượng vào ngày 30 để chuẩn bị cho cuộc tấn công vào Ambon và Makassar. Đại đội A của Tiểu đoàn 2 thuộc Lực lượng Sasebo vẫn ở lại Kendari như một lực lượng chiếm đóng.
Nhìn chung, sự thiếu lãnh đạo và tổ chức vững chắc từ Anthonio và Van Straalen đã đóng một vai trò quan trọng trong chiến thắng nhanh chóng của người Nhật tại Kendari. Chiến dịch du kích sau đó mang lại rất ít kết quả do không có sự hỗ trợ của người dân địa phương bắt nguồn từ nỗi sợ hãi của người Nhật và sự coi thường của họ đối với quân Hà Lan. Trong số những người dân địa phương, họ nói về quân Hà Lan: "Kompeni tida lakoe, Marine tida berani." ("Quân đội không biết mình đang làm gì, hải quân không có can đảm.")